# ویسنته اهاته تومی
ویسنته اهاته تومی (انگلیسی: Vicente Ehate Tomi؛ زادهٔ ۱۹۶۸ (۵۶–۵۷ سال)) یک سیاست‌مدار اهل گینه استوایی است.